# Lychnis flos-jovis
Pour l’article homonyme, voir Coquelourde.
Espèce
Classification phylogénétique
Lychnis flos-jovis, l'œillet de Jupiter, aussi appelé fleur de Jupiter, coquelourde, est une espèce de plantes herbacées vivaces de la famille des Caryophyllacées et du genre Lychnis ou Silene selon les classifications.
Synonyme :
- Silene flos-jovis (L.) Greuter & Burdet (seul nom scientifique admis par ITIS).

## Description
Plante cotonneuse, blanchâtre, haute de 30 à 80 cm, feuilles en forme de fer de lance, opposées, fleurs roses, grandes (20-30 mm), groupées par 4 à 10 aux extrémités des tiges, 5 pétales libres échancrés, 5 sépales presque entièrement soudés. Floraison : juin - juillet.

## Distribution
Endémique du sud-ouest des Alpes.

## Habitat
Pelouses rocailleuses, éboulis ensoleillés.